# فومیهیکو مورویاما
فومیهیکو مورویاما (انگلیسی: Fumihiko Moroyama؛ زادهٔ ۱۴ اوت ۱۹۴۳) بازیکن بسکتبال اهل ژاپن بود.